# Tokkoïta
La tokkoïta és un mineral de la classe dels silicats. Fou anomenada així per la seva localitat de descobriment, en la confluència entre els rius Txara i Tokko (Rússia). és isoestructural amb la tinaksita.

## Característiques
La tokkoïta és un silicat de fórmula química K₂Ca₄Si₇O17(O,OH,F)₄. Cristal·litza en el sistema triclínic. La seva duresa a l'escala de Mohs és 4 a 5.
Químicament és semblant a la mountanita, la hidroxiapofil·lita-(K), la shlykovita, la rodesita i la criptofil·lita. També és isoestructural amb la tinaksita, amb la qual les principals diferències es troben en les constants de xarxa (principalment en el paràmetre b), així com en la longitud entre els enllaços metàl·lics i entre els oxigens, a més a més de la presència de Fe3+.
Segons la classificació de Nickel-Strunz, la tokkoïta pertany a «09.DG - Inosilicats amb 3 cadenes senzilles i múltiples periòdiques» juntament amb els següents minerals: ferrobustamita, pectolita, serandita, wol·lastonita, wol·lastonita-1A, cascandita, plombierita, clinotobermorita, riversideïta, tobermorita, foshagita, jennita, paraumbita, umbita, sørensenita, xonotlita, hil·lebrandita, zorita, chivruaïta, haineaultita, epididimita, eudidimita, elpidita, fenaksita, litidionita, manaksita, tinaksita, bustamita, senkevichita, canasita, fluorcanasita, miserita, frankamenita, charoïta, yuksporita i eveslogita.

## Formació i jaciments
Només s'ha descrit a la seva localitat tipus, a Rússia, prop de segregacions monomineràliquies en un massís alcalí. S'ha trobat associada a charoïta, tinaksita, miserita, egirina i feldespat potàssic.